# Tomás de Heres
Tomás de Heres (Angostura, actual Ciudad Bolívar, Capitanía General de Venezuela, 18 de septiembre de 1795 - ibídem, 9 de abril de 1842) fue un militar y político venezolano. Reconocido Prócer de la independencia hispanoamericana. Participó en la campaña final de la independencia librada en el Perú, en calidad de jefe del estado mayor del ejército libertador y como secretario particular de Bolívar (1824). 
Bajo la dictadura de Simón Bolívar en el Perú ejerció como ministro de Gobierno y Relaciones Exteriores, y de Guerra y Marina (1825). Luego retornó definitivamente a su patria, donde fue diputado, senador y gobernador de la provincia de Guayana (1836-1840). Murió asesinado.

## Biografía
Era hijo de José Fernández de Heres y de María Josefa Rivero Morín. El primero procedente de Asturias y llegado a la provincia en tiempos del Gobernador Manuel Centurión y la segunda, hija de Antonio Rivero teniente del Real Cuerpo de Artillería destinado a Guayana. Estudió en Caracas en 1810 y de allí pasó a Guayana, donde se alistó en el ejército realista integrando el famoso Batallón Numancia, una unidad formada para defender dicha provincia contra los revolucionarios caraqueños.
Dicho batallón se sumó a la Expedición Pacificadora del general Pablo Morillo (1815), pasando luego a la reconquista del Virreinato de Nueva Granada; liquidada la resistencia patriota en Cartagena de Indias, se encargó de guarnecer Popayán (1816-1819). Ya por entonces Heres empezó a manifestar su descontento a causa de los procedimientos militares esgrimidos por el general Morillo.
Continuando bajo las banderas del Numancia, el capitán Heres atravesó el territorio de la Real Audiencia de Quito y llegó el 6 de julio de 1819 a Lima, la capital del Virreinato del Perú. Fue allí donde decidió abrazar abiertamente la causa emancipadora. 

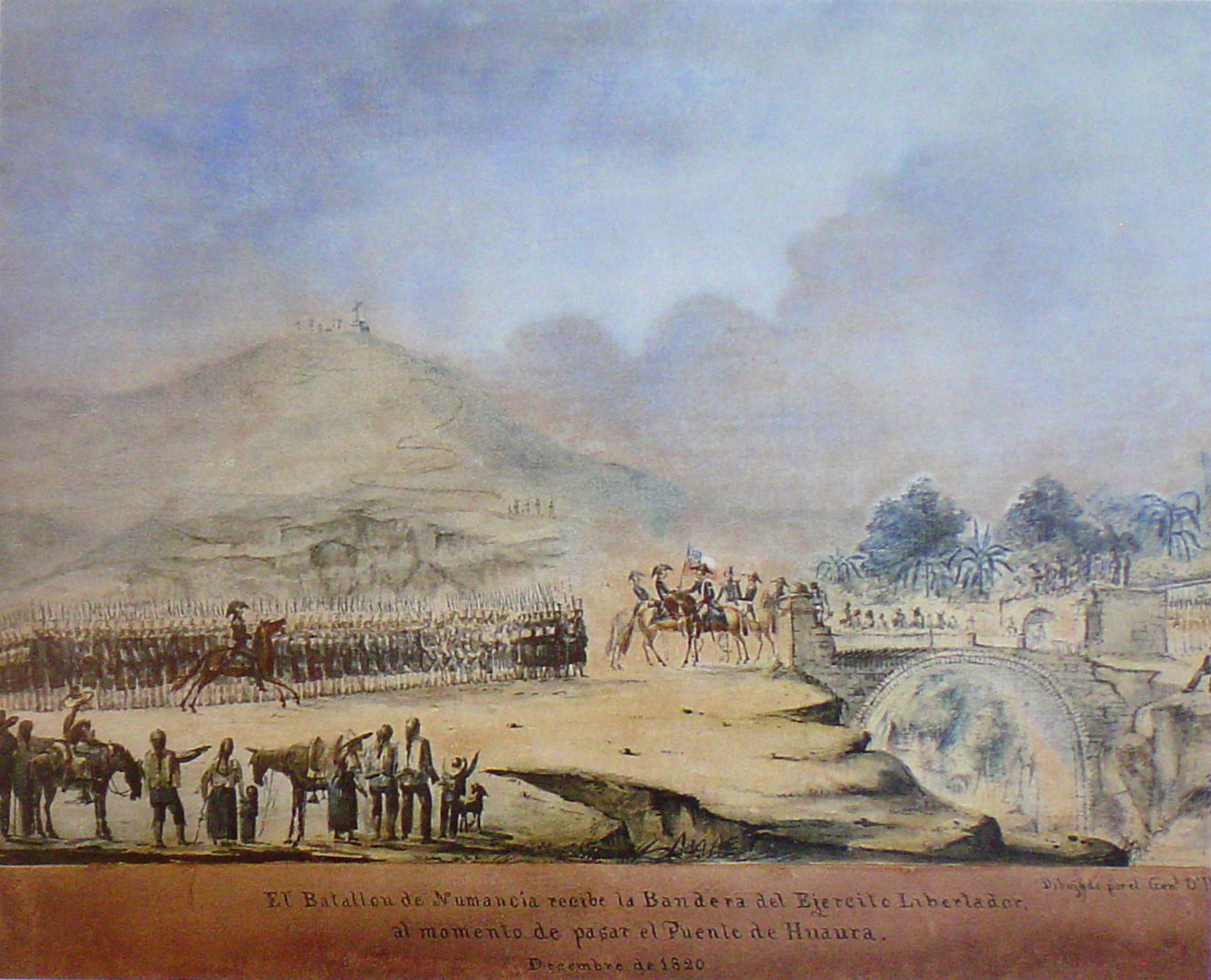
Acuarela de Bernardo O’Higgins, El Batallón Numancia recibe la Bandera del Ejército Libertador al momento de pasar el puente de Huaura (diciembre de 1820).

A instigación de los patriotas lugareños, Heres y el capitán chileno Ramón Herrera arrestan al coronel Ruperto Delgado y marchan a Huacho para unirse con todo su batallón a las tropas del general José de San Martín (3 de diciembre de 1820). En esa ocasión dirigió al Libertador rioplatense estas palabras: «La conducta del Batallón Numancia ha sido la que V.E. y América debían esperar». Este episodio, llamado el paso del batallón Numancia, constituyó un importante acontecimiento a favor de la causa emancipadora, pues mermó a las tropas realistas, aparte del rudo golpe psicológico que les significó. San Martín ascendió a Heres al grado de coronel efectivo. 
El Numancia (bautizado después como Batallón Voltígeros de la Guardia) entró con el Ejército Libertador en Lima el 13 de julio de 1821. Heres condujo luego dicho batallón durante la segunda campaña de Arenales a la sierra y en el primer sitio del Callao. 
En octubre de 1821 denunció la existencia de una conspiración tramada por los oficiales argentinos para derrocar a San Martín, motivado por la inactividad que aparentemente este había demostrado ante los realistas y que había propiciado el reforzamiento de estos. Los implicados negaron el hecho y Heres fue muy mal visto por el resto de los oficiales, por lo que San Martín decidió enviarlo a Guayaquil (noviembre de 1821). No obstante, se hicieron las indagaciones respectivas, y efectivamente se determinó que había existido una conspiración, aunque no se habían tomado resoluciones concretas sobre el particular.
El 12 de diciembre de 1821 Heres fue asociado a la Orden del Sol del Perú. En Piura arregló con el coronel Andrés de Santa Cruz la colaboración peruana en la campaña de la independencia de Quito, que culminó victoriosamente con la batalla de Pichincha (24 de mayo de 1822). Actuó luego en favor de la incorporación de Guayaquil a la Gran Colombia y fue nombrado gobernador y comandante general de la provincia de Cuenca, en el actual Ecuador (1822).
En julio de 1823 regresó a Lima como secretario y consejero del general Antonio José de Sucre y de inmediato colaboró en la preparación del terreno para la llegada de Bolívar al Perú. Fue nombrado jefe del Estado Mayor General del Ejército Libertador y prefecto del departamento de La Libertad (febrero de 1824). 
Participó en la batalla de Junín (6 de agosto de 1824) y regresó a Lima con Bolívar. Interinamente ejerció la Secretaría General de los Negocios de la República Peruana y tras ser ésta disuelta en octubre de 1824, fue nombrado ministro de Guerra y Marina; le acompañaban como ministros Hipólito Unanue (Hacienda) y José Faustino Sánchez Carrión (Gobierno y Relaciones Exteriores).
Ascendido a general de brigada, integró el consejo de gobierno como ministro de Gobierno y Relaciones Exteriores, cargo que ejerció del 1 de abril a 18 de junio de 1825. Pasó a Santiago de Chile como encargado de negocios de la Gran Colombia, pero poco después se reincorporó al consejo de gobierno como ministro de Guerra y Marina (septiembre a diciembre de 1825). Por sus servicios a la Independencia fue condecorado con la medalla cívica con el busto de Bolívar (10 de octubre de 1825). Pero al estallar en Lima el pronunciamiento en contra de la influencia bolivariana en el Perú, el 27 de enero de 1827, Heres retornó a su patria.
Durante la primera guerra entre Colombia y Perú participó en la batalla del Portete de Tarqui a las órdenes del general Juan José Flores. Fue entonces ascendido a general de división. Luego fue elegido diputado para el Congreso de Valencia de 1830. El 14 de octubre de 1830, fecha de cierre del congreso, se toma la decisión de separar al departamento de Venezuela de la Gran Colombia.

## Últimos Años
En 1836 Heres es nombrado gobernador de la provincia de Guayana por el presidente José María Vargas. En 1840 los avatares que convulsionaban el país habían llevado a la sociedad guayanesa a dividirse en dos bandos, los “Filántropos” de tendencia liberal, movimiento dirigido por el comerciante italiano Giovanni Battista Dalla Costa y los “Antropófagos” de tendencia conservadora que apoyaban al general Heres, cuando fue nombrado Comandante de Armas de dicha provincia. El 7 de marzo de 1842 salió el primer número de “El Filántropo”, periódico apoyado por Dalla Costa, radicalmente opuesto a Heres y donde, según Américo Fernández, escribían fogosos intelectuales del liberalismo partidarios de la Federación, llenos de un odio visceral hacia los conservadores seguidores de Heres.

## Asesinato
La noche del 9 de abril de 1842 un desconocido asesina a traición al general Heres a los 47 años de edad. Esto ocurre cuando Heres se hallaba en su casa natal entre las calles Libertad y Amor Patrio, en una conversación con el Obispo de Trícala, Mariano Talavera y Garcés, cuando una explosión apagó la luz y el cuerpo de Heres rodó por tierra con el brazo izquierdo desprendido y ensangrentado. Sus restos descansan en el Panteón Nacional.
| Predecesor: Hipólito Unanue | Ministro de Gobierno y Relaciones Exteriores del Perú 1 de abril de 1825 a 18 de junio de 1825 | Sucesor: José de Morales y Ugalde |